# Municipio de Carrollton (Illinois)
El municipio de Carrollton (en inglés: Carrollton Township) es un municipio ubicado en el condado de Greene en el estado estadounidense de Illinois. En el año 2010 tenía una población de 2966 habitantes y una densidad poblacional de 25,71 personas por km².

## Geografía
El municipio de Carrollton se encuentra ubicado en las coordenadas 39°19′46″N 90°26′11″O / 39.32944, -90.43639. Según la Oficina del Censo de los Estados Unidos, el municipio tiene una superficie total de 115.36 km², de la cual 115.23 km² corresponden a tierra firme y (0.11%) 0.13 km² es agua.

## Demografía
Según el censo de 2010, había 2966 personas residiendo en el municipio de Carrollton. La densidad de población era de 25,71 hab./km². De los 2966 habitantes, el municipio de Carrollton estaba compuesto por el 98.35% blancos, el 0.03% eran afroamericanos, el 0.17% eran amerindios, el 0.1% eran asiáticos, el 0.03% eran isleños del Pacífico, el 0.71% eran de otras razas y el 0.61% pertenecían a dos o más razas. Del total de la población el 1.35% eran hispanos o latinos de cualquier raza.